# Centrum Dystrybucji Korczowa Dolina
Centrum Dystrybucji Korczowa Dolina – kompleks dystrybucyjno-handlowy zlokalizowany w Młynach (województwo podkarpackie), na zachód od Korczowej i 2 kilometry od tamtejszego przejścia granicznego z Ukrainą, w pobliżu polsko-ukraińskiej granicy i autostrady A4.
Zespół hal miał być w czasach budowy największym i najnowocześniejszym kompleksem handlowym w Polsce, a także centrum polsko-ukraińskiej wymiany handlowej. Miały powstać trzy hale o łącznej powierzchni około 60.000 m², stanowiące czynnik pobudzający handel polsko-ukraiński. Zakładano organizację w nich targów. Halę Kijowską z parkingiem na 700 miejsc otwarto w sierpniu 2011 (48.000 m²), a Halę Lwowską w lipcu 2014. Trzecia z planowanych hal nigdy nie został wzniesiona. Projekt wsparła Unia Europejska środkami z programu Innowacyjna Gospodarka na lata 2007-2013 w kwocie 41 milionów złotych.
W sklepach działających w centrum handlowano wszelkiego typu artykułami (spożywczymi, przemysłowymi, RTV, AGD). Opłacalność handlu skończyła się po odsunięciu od władzy Wiktora Janukowycza i spadku wartości hrywny, kiedy to handel przygraniczny wpadł w kryzys. Wystąpiły wówczas problemy z płynnością u najemców. Sklepy były masowo likwidowane, a właściciel zaczął mieć kłopoty ze spłatą kredytu.
W początkowej fazie inwazji Rosji na Ukrainę ulokowano tu jedno z centrów recepcyjnych dla uchodźców. Po jego likwidacji na terenie hal pozostał jedynie market sieci Biedronka. W 2021 właściciel ogłosił upadłość. W 2023 hale zakupił oligarcha z Donbasu, Leonid Juruszew związany, według Ośrodka Studiów Wschodnich, z Wiktorem Janukowyczem. Był jedynym chętnym w drugim przetargu. Zapłacił około 23 miliony złotych (w czasie budowy wartość obiektów szacowano na 140 milionów złotych).